# ثور (سوئیس)
ثور رودی است به راین می‌ریزد. این رود از شمال شرقی کشور سوئیس می‌گذرد. طول آن ۱۳۱ کیلومتر (۸۱ مایل) است.